# 58 до н. е.

## Події

### В Європі
- консули Риму  Луцій Кальпурній Пізон та Авл Габіній
- Було засновано місто Женева.
- Юлій Цезар розпочав Галльські війни
  - Липень. У битві при Бібракте Цезарь розбив війська гельветів та вбив їхнього вождя Оргеторікса
  - У битві при Весонтіоні Цезарь розбив війська свевів під командуванням Аріовіста[1]
- Кіпр перетворено на римську провінцію по смерті Птолемея Кіпрського.

### В Азії
- 58/57 рік — рік започаткування т.з. «Ери Вікрама» у північній Індії, яка застосовується й зараз. Враховуючі той факт, що наразі не відомо жодного правителя у тогочасній Індії з ім'ям Вікрама, цю еру пов'язують з сакським (індо-скіфським) царем царів Азом I.
- початок правління у саків-сакаравалів Аза I.

### В Африці
- В результаті вигнання царя Єгипту Птолемея XII в ході повстання в Александрії, царицею Єгипту стала Береніка IV (короткий час співправила зі своєю матір'ю Клеопатрою VI)

## Народилися
- 30 січня Лівія Друзілла — дружина римського імператора Октавіана Августа